# Стил, Джейсон
Дже́йсон Шон Стил (англ. Jason Sean Steele; 18 августа 1990, Ньютон-Эйклифф, Дарем, Англия) — английский футболист, вратарь клуба «Брайтон энд Хоув Альбион».

## Клубная карьера
Джейсон родился в городке Ньютон-Эйклифф, где и начал заниматься футболом. В 13-летнем возрасте перешёл в академию «Мидлсбро». В мае 2009 года Стил подписал свой первый профессиональный контракт с клубом, рассчитанный на три года.
10 августа 2010 года в матче Кубка Лиги с «Честерфилдом» (2:1) голкипер дебютировал в составе «Боро». Через четыре дня, в игре с «Лестером» (0:0), футболист дебютировал в Чемпионшипе. В декабре 2010 года Стил заключил новый контракт с «Боро», рассчитанный до лета 2015 года. 5 марта 2011 года, во время матча чемпионата с «Редингом» (2:5), Джейсон получил серьёзную травму, из-за которой выбыл из строя почти на два месяца. Оправившись от травмы, Стил принял участие в двух заключительных матчах чемпионата, и в обоих отыграл «на ноль».
В феврале 2010 года он был отдан в аренду до конца сезона 2009/10 в клуб «Нортгемптон Таун», за который дебютировал 27 февраля, в игре с «Челтнем Таун» (2:1). Всего в составе команды провёл 13 матчей, в которых пропустил 10 мячей.
1 сентября 2014 года Стил был отдан в аренду в «Блэкберн». 31 декабря Стил перешёл в «Блэкберн» на постоянной сделке.

## Международная карьера
Выступал за юношеские сборные Англии до 16, 17 и 19 лет. 16 ноября 2010 года в матче с немцами (0:2) дебютировал за молодёжную сборную Англии. Джейсон вышел на поле в начале второго тайма вместо Скотта Лоуча, а на 58 минуте игры был удален с поля за фол последней надежды в собственной штрафной. В июле 2012 года был включён в окончательный состав олимпийской сборной Великобритании.